# Playing Through
Playing Through ist ein Filmdrama von Balbinka Korzeniowska, das Anfang April 2022 beim Sarasota Film Festival seine Premiere feierte. Der Sportfilm porträtiert die afroamerikanische Golfspielerin Ann Gregory, die im Laufe ihres Lebens mehr als 300 Golfturniere gewann, darunter vier nationale Frauenmeisterschaften der United Golfers Association, und auch als erste schwarze Frau an einer USGA-Meisterschaft teilnahm.

## Handlung
Als die Afroamerikanerin Ann Gregory als erste schwarze Frau an einer USGA-Meisterschaft der Frauen teilnimmt, ist sie bereits 44 Jahre alt. Dieses Match soll jedoch nicht das letzte ihrer langen Karriere sein. Anders als in ihrem eigenen Golfclub sind ihre Gegnerinnen fortan allesamt weiße Frauen. Eine von ihnen ist Babs Whatling.

## Biografisches
Ann Gregory wurde 1912 als Ann Moore in Aberdeen in Mississippi geboren. Die Eltern der Afroamerikanerin, Henry und Myra Moore, starben, als sie noch ein Mädchen war. Eine weiße Familie nahm Gregory auf und erklärte sich im Austausch dafür, dass sie ihr Dienstmädchen wird, bereit ihr Essen, Unterkunft und Kleidung zu bezahlen. Von dieser Familie wurde sie misshandelt. Sie lernte Percy Gregory kennen, und die beiden heirateten 1938 und zogen nach Gary, wo sie im Alter von 31 Jahren mit dem Golfspielen begann. Ihr Ehemann war Mitglied in einem Golfclub für Schwarze namens Par-Makers. Anfänglich ging sie gemeinsam mit diesem zum Golfplatz, als der Marine jedoch zum Dienst im Zweiten Weltkrieg herangezogen wurde, beschloss Ann Gregory, fortan alleine dorthin zu gehen.

Ann Gregory war die erste schwarze Frau, die an einer USGA-Meisterschaft teilnahm

Im Laufe ihres Lebens gewann Gregory mehr als 300 Golfturniere, darunter vier nationale Frauenmeisterschaften der United Golfers Association. Insgesamt spielte sie in 27 USGA-Turnieren. Diese hat eine Sammlung zu Ehren und Gedenken an die im Jahr 1990 verstorbene Golferin zusammengestellt. Sie wurde 1966 in die United Golf Association Hall of Fame, 2006 in die African American Golfers Hall of Fame, 2011 in die National African American Golfers Hall of Fame und 2012 in die National Black Golf Hall of Fame aufgenommen.

## Produktion
Das Drehbuch stammt von Curtis Jordan, einem ehemaligen Rudertrainer an der Princeton University. Nach seinen Aussagen war seine eigene Mutter die Inspiration für Babs Whatling, eine weiße Südstaatlerin und im Film Ann Gregorys Gegnerin. Regie führte Balbinka Korzeniowska.
Andia Winslow spielt in der Hauptrolle Ann Gregory. Die Yale-Absolventin und Gründerin von „The Fit Cycle“ machte parallel zum Sport eine Karriere als Sprecherin in Radio und Fernsehen und wurde mit einem Emmy ausgezeichnet. Zudem war sie als Schauspielerin in einigen Serien aktiv. Auch Julia Rae, die im Film in der Rolle ihrer fiktiven Gegnerin Babs Whatling zu sehen ist, hatte zuvor neben schauspielerischen auch sportliche Erfahrungen gemacht.
Der Film wurde in Sarasota in Florida gedreht. Neben dem Laurel Oak Country Club gehörten der Historic Spanish Point, das Waffle Stop Restaurant und einige Häuser im Rosemary District zu den Drehorten.
Die Premiere des Films erfolgte am 4. April 2022 beim Sarasota Film Festival.

## Auszeichnungen
Sarasota Film Festival 2022
- Auszeichnung als Bester Spielfilm mit dem Publikumspreis[5]